# جيريمي توماس
جيريمي توماس (بالإنجليزية: Jeremy Thomas)‏ مواليد 26 يوليو 1949 في لندن، إنجلترا، هو مخرج ومنتج أفلام إنجليزي بدأ مسيرته الفنية عام 1976. كما أنه من الفائزين بجائزة بافتا وجائزة غولدن غلوب.

## الأعمال
- الإمبراطور الأخير
- السماء الواقية
- كل الحيوانات الصغيرة
- العشاق فقط يبقون أحياء

## وصلات خارجية
- جيريمي توماس على موقع IMDb (الإنجليزية)
- جيريمي توماس على موقع ألو سيني (الفرنسية)
- جيريمي توماس على موقع قاعدة بيانات الفيلم (الإنجليزية)